# Меггетт (Південна Кароліна)
Меггетт (англ. Meggett) — місто (англ. town) в США, в окрузі Чарлстон штату Південна Кароліна. Населення — 1390 осіб (2020).

## Географія
Меггетт розташований за координатами 32°41′49″ пн. ш. 80°16′20″ зх. д. / 32.69694° пн. ш. 80.27222° зх. д. (32.697024, -80.272100).  За даними Бюро перепису населення США в 2010 році місто мало площу 47,71 км², з яких 46,23 км² — суходіл та 1,48 км² — водойми.

## Демографія
Згідно з переписом 2010 року, у місті мешкало 1226 осіб у 530 домогосподарствах у складі 389 родин. Густота населення становила 26 осіб/км².  Було 636 помешкань (13/км²).
Расовий склад населення:
| - 84,5 % — білих - 13,5 % — чорних або афроамериканців - 0,4 % — азіатів - 0,2 % — корінних американців |

До двох чи більше рас належало 1,0 %. Частка іспаномовних становила 1,1 % від усіх жителів.
За віковим діапазоном населення розподілялося таким чином: 16,1 % — особи молодші 18 років, 64,2 % — особи у віці 18—64 років, 19,7 % — особи у віці 65 років та старші. Медіана віку мешканця становила 51,3 року. На 100 осіб жіночої статі у місті припадало 102,3 чоловіків;  на 100 жінок у віці від 18 років та старших — 97,5 чоловіків також старших 18 років.
Середній дохід на одне домашнє господарство  становив 78 531 долар США (медіана — 62 604), а середній дохід на одну сім'ю — 89 438 доларів (медіана — 69 417). Медіана доходів становила 52 813 долари для чоловіків та 37 202 долари для жінок. За межею бідності перебувало 9,9 % осіб, у тому числі 15,9 % дітей у віці до 18 років та 0,9 % осіб у віці 65 років та старших.
Цивільне працевлаштоване населення становило 663 особи. Основні галузі зайнятості: науковці, спеціалісти, менеджери — 16,4 %, освіта, охорона здоров'я та соціальна допомога — 14,5 %, будівництво — 13,3 %.